# Церква Покрови Пресвятої Богородиці (Дрогобич)
Церква Покрови Пресвятої Богородиці — парафіяльна православна дерев'яна церква у бойківському стилі на честь Покрови Пресвятої Богородиці у Дрогобичі. Парафія належить до Дрогобицького деканату Дрогобицько-Самбірської Єпархії Православної церкви України. Престольне свято — 1 жовтня (Покрова Пресвятої Богородиці).

## Розташування
Церква Покрови Пресвятої Богородиці розташована на північному сході Дрогобича, у мікрорайоні Євгена Коновальця, на вулиці Олеся Гончара, 8.

## Історія
14 жовтня 2013 року церкву Покрови Пресвятої Богородиці освятив Макарій (Малетич) митрополит Львівський УАПЦ. Відбулась Архієрейська Божественна Літургія у якій взяли участь понад двадцять священнослужителів усіх православних конфесій Львівщини та Східної України. 
Парафія належала до Дрогобицького деканату Львівської єпархії УАПЦ. Після Об'єднавчого собору українських православних церков, який відбувся 15 грудня 2018 року, парафія Покрови Пресвятої Богородиці увійшла до Дрогобицького деканату Дрогобицько-Самбірської Єпархії Православної церкви України.

## Архітектура
Церква дерев'яна, тризрубна, триверха, з широким, спільним піддашшям.
Зруби бабинця, нави та вівтаря квадратні в плані. Оперізує церкву піддашшя, під яким влаштований засклений ґанок. Опасання церкви має чітку прямокутну форму і великий винос, під яким ховається низ церкви
Основні об'єми завершують восьмибічні верхи, над навою, вівтарем та бабинцем — чотирма заломами, що увінчані шоломовими банями. 
Верхи церкви завершують трьома маленькими маківками з хрестами.